# Château de Dornach
Le château de Dornach (Schloß Dornach) est un château autrichien donnant sur le Danube situé dans la commune de Saxen du district de Perg.

## Historique
Il y avait autrefois un manoir construit en 1455 pour les terres du domaine. Il appartient à la fin du XIXe siècle à la princesse Marie-Thérèse de Tour et Taxis qui le vend en 1890 à Cornelius Reischl, grand-père maternel de Frida Uhl (deuxième épouse d'August Strindberg). Celui-ci fait construire un château historiciste néobaroque qui mélange le style médiéval et le style Renaissance. La tour pseudo-médiévale, à l'est, est octogonale et crénelée. Une terrasse soutenue par une loggia à la florentine parcourt la façade entre deux avant-corps.

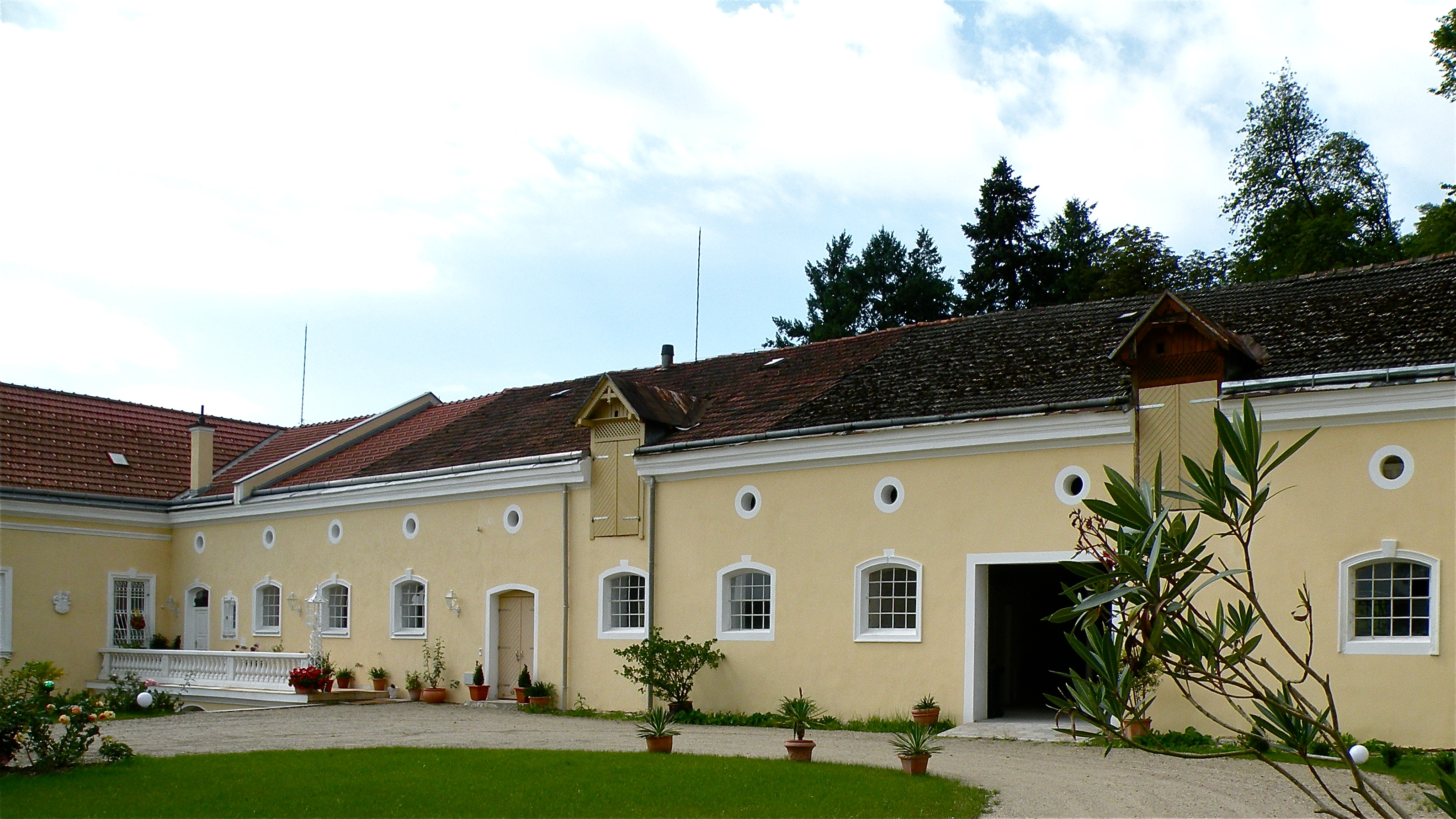
Communs du château

August Strindberg y passe l'année 1893 à écrire et à peindre, avec sa famille. C'est ici qu'est élevé le fils de Frida Uhl issu de sa liaison avec Frank Wedekind, l'écrivain Friedrich Strindberg-Wedekind (1897-1978). Le château est vendu ensuite à une branche de la famille royale du Portugal, puis appartient au baron Viktor von Offermann, à Robert Koller et à la famille Taubländer. Il est acquis en 2003 par l'architecte Gschösser et la famille Ebenbichler qui entreprennent de grands travaux de restauration. Des expositions et des concerts (notamment du festival de jazz local) y ont lieu régulièrement.

## Source
- (de) Cet article est partiellement ou en totalité issu de l’article de Wikipédia en allemand intitulé « Schloss Dornach » (voir la liste des auteurs).